# 200 km/h
200 km/h ist ein Lied des deutschen Rappers Apache 207. Der Song ist die zweite Singleauskopplung seiner Debüt-EP Platte und wurde am 20. September 2019 veröffentlicht.

## Inhalt
In 200 km/h rappt Apache 207 teils aus der Perspektive des lyrischen Ichs über sein Leben als Rapstar. Er berichtet von seinem erlangten Reichtum, aber auch von dem ständigen Stress und Schlaflosigkeit. Jedoch bereue er keine seiner Entscheidungen.

„Sonnenbrille an, fahr’ durch meine Stadt

Ich geb’ kein’n Fick, 200 km/h

Für alles, was ich sag’, alles, was ich mach’

Kann ich später mal nicht bar bezahl’n“

## Produktion
Der Song wurde von dem österreichischen Musikproduzenten DJ Stickle produziert, der zusammen mit Apache 207 auch als Autor des Liedes fungierte.

## Musikvideo
Bei dem zu 200 km/h gedrehten Musikvideo führte NBP Films Regie. Es verzeichnet auf YouTube über 73 Millionen Aufrufe (Stand August 2025).
Das Video enthält zwei Handlungsstränge: Zum einen ist Apache 207 in seinem jetzigen Leben als Rapstar zu sehen, zum anderen ist er als alter Mann geschminkt. In seinem jetzigen Leben liegt er neben einer jungen Frau im Bett und fährt anschließend im Cabrio mit einer anderen Frau durch die Stadt. Einige Szenen zeigen ihn mit anderen Männern an einer Tankstelle oder in einem Hotel. Dagegen fährt er als alter Mann auf einem Fahrrad durch die Stadt, joggt auf einem Feldweg oder ist bei der Gartenarbeit zu sehen. Am Ende des Videos wird der alte Mann von seinem jüngeren Ich in einem Cabrio mitgenommen und beide sitzen schließlich zusammen rauchend auf einer Parkbank.

## Single

### Covergestaltung
Das Singlecover zeigt Apache 207, der als alter Mann mit langen, grauen Haaren und grauem Bart geschminkt ist. Er ist komplett in Weiß gekleidet, trägt eine Sonnenbrille und sitzt auf einer Parkbank, an die ein Fahrrad gelehnt ist. Im Hintergrund sind wolkiger Himmel, Wald und eine Stadt zu sehen. Auf Schriftzüge wurde verzichtet.

### Chartplatzierungen
200 km/h stieg am 27. September 2019 auf Platz vier in die deutschen Singlecharts ein und belegte diese Position für fünf Wochen. Insgesamt hielt sich der Song 47 Wochen lang in den Top 100, davon 15 Wochen in den Top 10. In Österreich erreichte die Single Rang sieben und in der Schweiz Platz elf. In den deutschen Single-Jahrescharts 2019 platzierte sich 200 km/h auf Rang 22 und 2020 auf Position 20.
| ChartsChartplatzierungen | Höchstplatzierung | Wochen |
| ------------------------ | ----------------- | ------ |
| Deutschland (GfK)        | 4 (47 Wo.)        | 47     |
| Österreich (Ö3)          | 7 (31 Wo.)        | 31     |
| Schweiz (IFPI)           | 11 (22 Wo.)       | 22     |

| ChartsJahrescharts (2019) | Platzierung |
| ------------------------- | ----------- |
| Deutschland (GfK)         | 22          |
| Österreich (Ö3)           | 39          |

| ChartsJahrescharts (2020) | Platzierung |
| ------------------------- | ----------- |
| Deutschland (GfK)         | 20          |

### Verkaufszahlen und Auszeichnungen
200 km/h wurde im Jahr 2022 für mehr als 800.000 Verkäufe in Deutschland mit einer doppelten Platin-Schallplatte ausgezeichnet und gehört damit zu den meistverkauften Rapsongs in Deutschland. In Österreich und der Schweiz erhielt das Lied Doppelplatin bzw. Platin für über 60.000 bzw. 20.000 verkaufte Einheiten.
| Land/Region        | Auszeichnungen für Musikverkäufe (Land/Region, Auszeichnung, Verkäufe) | Verkäufe |
| ------------------ | ---------------------------------------------------------------------- | -------- |
| Deutschland (BVMI) | 2× Platin                                                              | 800.000  |
| Österreich (IFPI)  | 2× Platin                                                              | 60.000   |
| Schweiz (IFPI)     | Platin                                                                 | 20.000   |
| Insgesamt          | 5× Platin ·                                                            | 880.000  |